# Kangerlussuaq flygplats
Kangerlussuaq flygplats (grönländska: Mittarfik Kangerlussuaq, danska: Søndre Strømfjord Lufthavn) (IATA: SFJ, ICAO: BGSF), är en flygplats belägen i Kangerlussuaq på Grönland. Flygplatsen byggdes under andra världskriget av USA:s militär, men blev från 1992 en civil flygplats. Flygplatsen var länge Grönlands enda civila flygplats stor nog att klara av större flygplan, och fungerade som navet i Air Greenlands trafiknät. I slutet av november 2024 ersattes denna funktion av den nu utbyggda Nuuk flygplats, vilket resulterade i att Kangerlussuaq flygplats hädanefter endast är en destination för inrikesflyg.
Diskussioner pågick under en längre tid om att bygga en större landningsbana vid huvudstaden Nuuks flygplats, som för majoriteten av Kangerlussuaqs passagerare är huvuddestination. Detta skulle då innebära att utrikesflyg från Kangerlussuaq flygplats lades ner. Bland motargumenten lyftes förutom den stora kostnaden även att väderförhållandena är mindre fördelaktiga i Nuuk, där det är blåsigare och dimmigare, vilket kan öka risken för inställda flyg. De logistiska vinsterna var ändå påtagliga, och till slut enades man om att låta Nuuk ersätta Kangerlussuaq som Grönlands trafiknav. I november 2024 invigdes den förlängda landningsbanan i Nuuk, med kapacitet för stora passagerarflygplan, och en stor del av flygplatspersonalen flyttades från Kangerlussuaq till Nuuk.

## Flygbolag och destinationer
| Flygbolag     | Destinationer  |
| ------------- | -------------- |
| Air Greenland | Nuuk, Sisimiut |